# Heliophanus megae
Heliophanus megae là một loài nhện trong họ Salticidae.
Loài này thuộc chi Heliophanus. Heliophanus megae được Wanda Wesołowska miêu tả năm 2003.